# Stan Stutz
Stanley John Stutz, nato Modzelewski, detto Stan (Worcester, 14 aprile 1920 – New Rochelle, 28 ottobre 1975), è stato un cestista e allenatore di pallacanestro statunitense, professionista nella BAA.